# Ranunculus monspeliacus
Ranunculus monspeliacus L. – gatunek rośliny z rodziny jaskrowatych (Ranunculaceae Juss.). Występuje naturalnie w Hiszpanii, Francji oraz Włoszech. Epitet getunkowy pochodzi od Monspessulanus – łacińskiej nazwy miasta Montpellier w południowej Francji. 

## Rozmieszczenie geograficzne
Rośnie naturalnie w Hiszpanii, Francji oraz Włoszech. We Francji jest spotykany dość powszechnie w jej południowo-wschodniej części, chociaż inne źródła wskazują występowanie raczej w środkowej części tego kraju – w departamentach Ain, Aveyron, Cher, Górna Loara, Loiret, Nièvre oraz Saona i Loara. We Włoszech rośnie w regionach Toskania, Marche, Abruzja, Sardynia, Kampania, Apulia, Basilicata oraz Kalabria, natomiast w Umbrii ten gatunek wyginął, na Sycylii nie był zaobserwowany od dłuższego czasu. 

## Morfologia
PokrójBylina z nitkowatymi rozłogami oraz o wyprostowanych, czasami rozgałęzionych i jedwabiście owłosionych pędach. Dorasta do 20–40 cm wysokości.
LiścieLiście odziomkowe są różnorodne. Mają jasnozieloną barwę. Są owłosione. W zarysie mają owalnie sercowaty kształt, złożone z trzech podłużnych segmentów. Brzegi są mniej lub bardziej ząbkowane.
KwiatyMają żółtą barwę. Dorastają do 23–26 mm średnicy. Działki kielicha są jedwabiście owłosione. Dno kwiatowe jest bezwłose. Słupki są zebrane owalnie w zarysie.
OwoceCzęsto lekko owłosione niełupki o podłużnym kształcie. Mają długi dziób na końcu.

## Biologia i ekologia
Rośnie w zaroślach oraz na terenach trawiastych i skalistych. Kwitnie od kwietnia do czerwca. We Francji występuje na wysokości do 600 m n.p.m., natomiast we Włoszech do 1500 m n.p.m. Świeże części rośliny są trujące – zawierają protoanemoninę. Lubi stanowiska w pełnym nasłonecznieniu. Preferuje gleby o odczynie zasadowym. 